# 注射針

注射針の特徴

注射針（ちゅうしゃばり）は、皮膚の下に刺す医療用具の一種であり、先端が尖った1本の非常に細い中空の管である。鋭利物（英: sharps）の一種である。英語圏では皮下注射針(英: hypodermic needle、ギリシア語の ὑπο- (hypo=下)と δέρμα (derma=皮膚)に由来）と呼称されることも多い。一般的には注射器と呼ばれるピストン付きの手動器具で、体内に物質を注入したり（生理食塩水や各種薬剤を含んだ溶液、液体医薬品など）、体内から液体を取り出したり（血液など）するために使用される。

注射針の異なる斜角(ベベル)

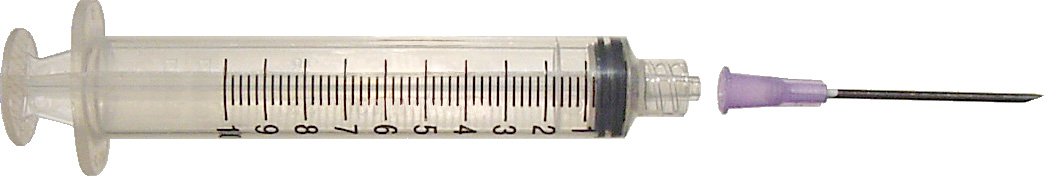
左側：注射器（シリンジ）、右側：色分けされたルアーロックコネクターが付いた注射針

注射針は、液体を迅速に投与する場合や、または、注入される物質が経口で摂取できない、または経口で吸収されなかったり(例: インスリン)、肝臓に害を及ぼす場合に使用される。また、嘔吐のために経口投与できない特定の薬物を投与するのにも有用である。用途は皮下注射に留まらず、静脈注射や筋肉注射にも頻繁に用いられる。
注射針は、無菌操作が要求される研究環境においても重要な役割を果たし、無菌基質で接種時における汚染を大幅に減少させる。それには2つの理由があり、第一に、その表面が非常に滑らかで、空気中の病原体が針の表面上の凹凸の間に捕捉され、汚染物質として培地（例えば寒天）に移動するのを防ぐ。第二に、針の表面は非常に鋭利であり、膜を穿刺した後に残る穴の直径を大幅に縮小し、その結果、この穴よりも大きな微生物が基質を汚染することを防ぐ。同様の理由で医療現場でのバイアル、アンプル、輸液などの操作にも頻用される。なお、注射針でバイアルや輸液のゴム栓を穿刺したとき、針によって削り取られたゴムの小片が容器内に異物として混入する可能性があり、これをコアリングという。

## 歴史

### 初期使用と実験
古代ギリシャ人やローマ人は、蛇咬傷（へびこうしょう）や毒をもつ武器の観察から、薬の投与方法として注射を知っていた。旧約聖書やホメロスの作品にも「塗油」や「塗膏」についての言及もあるが、合理的な医療手段としての注射が真に探求されるようになったのは17世紀に入ってからである。クリストファー・レンは、1656年に犬に静脈注射を行い、粗製の注射針を使った最初期の確認実験を行った。これらの実験は、動物の膀胱（注射器として）とガチョウの羽軸（針として）を使って、アヘンなどの薬物を犬に静脈内投与するものであった。レンらの主な関心事は、伝統的に経口投与されていた薬が静脈内投与で有効であるかどうかを知ることであった。1660年代に、キールのJ.D.メジャーとベルリンのJ.S.エルショルツが最初に人間への注射を実験した。これらの初期の実験は一般的に効果がなく、場合によっては致命的であった。注射は2世紀にわたって支持されなくなった。

### 19世紀の開発

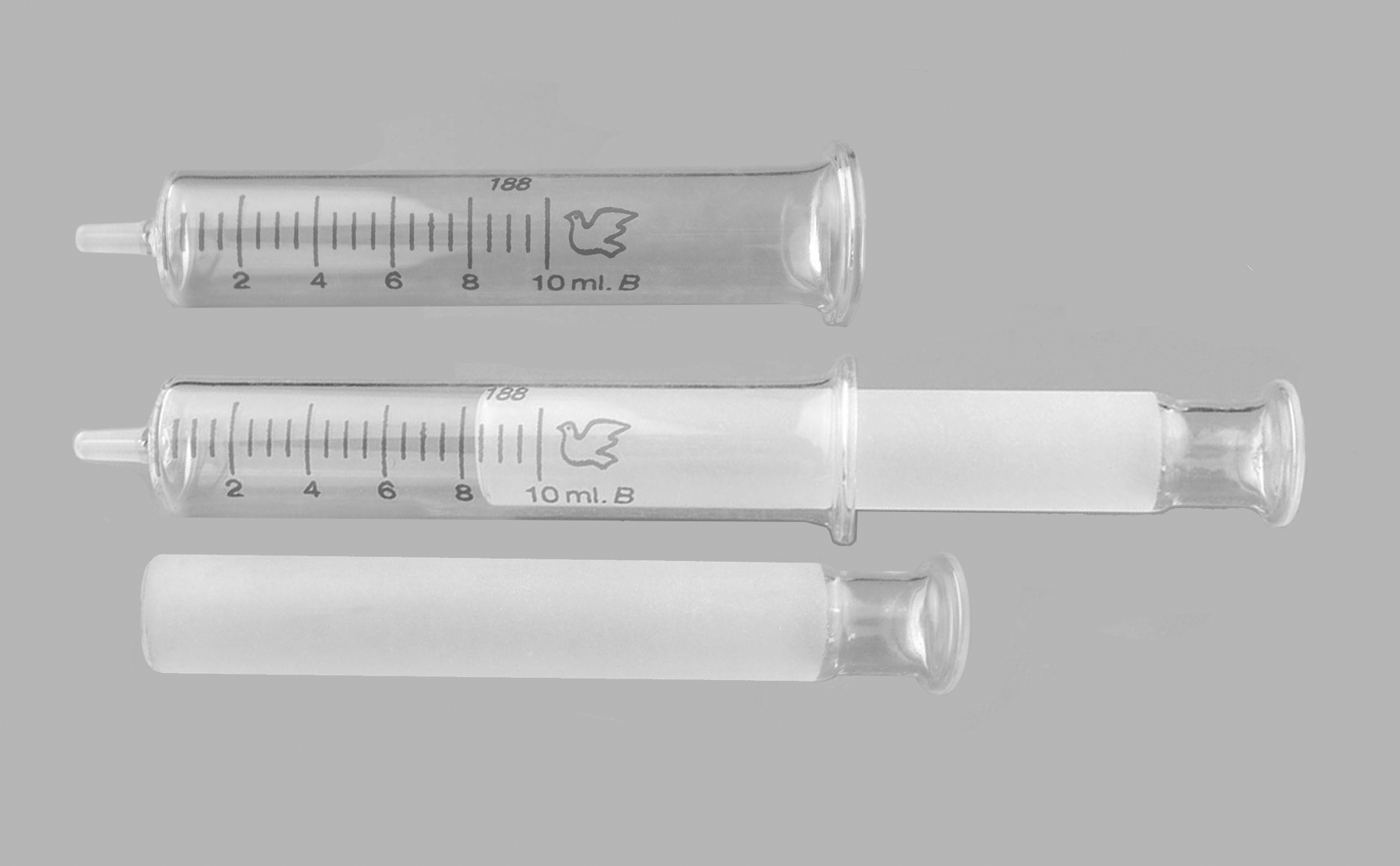
目盛り線が刻まれていることを除き、ウッド博士の設計と同様の全体がガラス製の注射器（シリンジ)。

19世紀になると、アヘンやストリキニーネなど、少量で効果のある薬が開発された。これは、医学の直接的で制御された応用への新たな関心に拍車をかけた。「皮下注射の優先順位の問題では、いくつかの論争があった」。1844年、フランシス・リンドは、最初の注射を成功させたとされている。スコットランドの医師、アレクサンダー・ウッドの主な貢献は、1851年の全ガラス製の注射器で、ガラス越しに観察される液体の水準に基づいて投与量を推定することができたことにある。ウッドは、主に神経痛に対する局所的なモルヒネの皮下注射で注射針と注射器を使用していたため、正確な投与量にはあまり関心がなかった。エディンバラでのウッドの研究と同時期に、リヨンのシャルル・プラヴァスも独自に設計した注射器を用いて羊に皮下注射を実験した。プラヴァスは、長さ3cm (1.18 in) 、直径5mm  (0.2 in)の注射器を設計した。それは全て銀で作られていた。ロンドンの外科医であるチャールズ・ハンターは、1858年に皮下注射を表す用語「hypodermic」の造語で有名である。この用語はギリシャ語の2つの単語、hypo =「下」とderma=「皮膚」に由来している。さらに、ハンターは、注射が痛みのある部位に近づいたにもかかわらず、患者の痛みが軽減されることに気付いた後、注射の全身的効果を認めたとされている。一方、ウッドは注射による鎮痛効果は局所的なもので、痛い場所に近づけて注射すべきと考えていた。ハンターとウッドは、現代の注射針の起源だけでなく、一度投与した薬の効果についても意見が分かれていたため、長い論争になった。

### 近代的な改善
ウッドは、医療技術としての注射の普及と受け入れ、および注射針の普及と受け入れに大きく貢献していると考えられる。注射針の基本技術は19世紀からほとんど変わっていないが、年々進歩し、医学や化学の知識が向上するにつれ、安全性と有効性を高めるために小さな改良が加えられ、針は非常に特殊な用途に合わせて設計され調整されている。用途に合わせた針の仕様の変化は、特に糖尿病患者へのインスリン投与のために、1920年代に始まった。第二次世界大戦の勃発は、戦場でモルヒネやペニシリンを投与するための部分的に使い捨ての注射器の初期の開発に拍車をかけた。完全に使い捨ての注射針の開発は、いくつかの理由から1950年代に促進した。朝鮮戦争で輸血が不足し、それに応じて、採血用の使い捨て無菌注射器が開発された。この時期にポリオに対する予防接種が広く行われたため、完全に使い捨ての注射器システムの開発が必要であった。
1950年代には、使用済みの注射針による二次汚染が増加し、認識されるようになった。これは、1956年にニュージーランドの薬剤師コリン・マードックによって、最初の完全に使い捨てのプラスチック製注射器が開発されたことにつながった。この時期はまた、針の仕様から一般的な無菌性へと、安全性への関心の変化も見られた。1980年代には、HIVが流行し、使用済みの針からの二次汚染の安全性に対する懸念が新たに高まった。特に医療従事者の安全性を確保するために、使い捨て針に新しい安全管理が設計された。これらの管理は、引き込み式の針などの針そのものだけでなく、使用済みの針の取り扱い、特に今日の医療現場で見られる硬質素材の廃棄物容器の使用においても実施された。
2008年までには、すべてプラスチック製の針が生産され、限定的に使用されるようになった。ある形式は、芳香族液晶ポリマーのベクトラで作製され、ハブ部1.2mmから先端部0.72mmにテーパーが付けられ（22ゲージ金属針相当）、内外径比は70％である。

## 製造
注射針は通常、ステンレス鋼の管 からチューブドローイングとして知られているプロセスを経て製造される。このプロセスでは、管が徐々に小さくなるダイスを通して引き抜かれ、針が作られる。針の先は面取りされて鋭利な先端を作り、針が皮膚を容易に貫通できるようにする。

## ゲージ

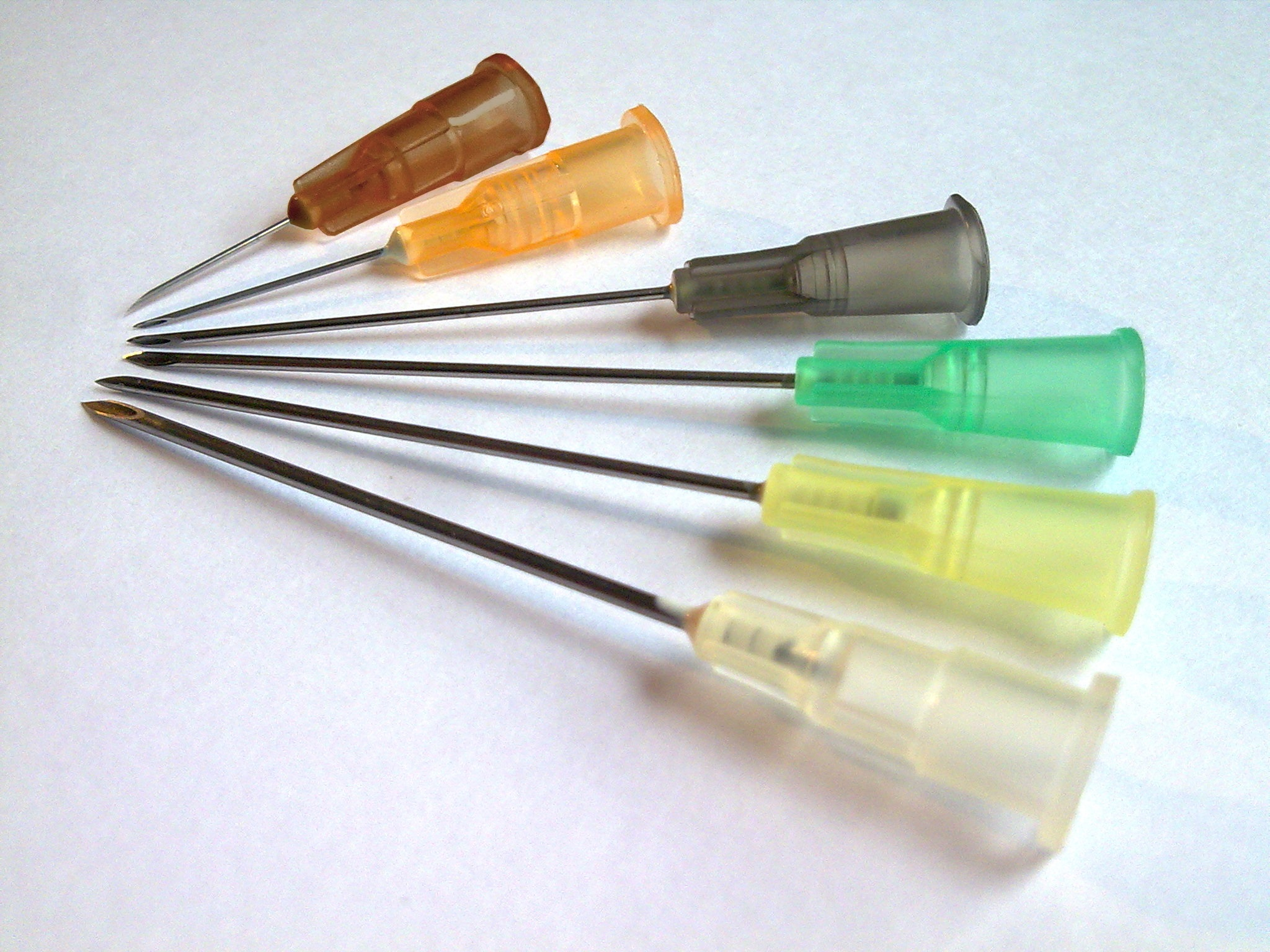
ルアーコネクタが装着された6本の注射針。これらの針は通常、注射器などの他の医療機器と一緒に使用される。
- 26G × 1/2″ (0.45 × 12 mm) (茶)
- 25G × 5/8″ (0.5 × 16 mm) (燈)
- 22G × 1 1/4″ (0.7 × 30 mm) (黒)
- 21G × 1 1/2″ (0.8 × 40 mm) (緑)
- 20G × 1 1/2″ (0.9 × 40 mm) (黄)
- 19G × 1 1/2″ (1.1 × 40 mm) (淡黄)
バーミンガム・ゲージも参照。

- 26G × 1⁄2″ (0.45 × 12 mm) (茶)
- 25G × 5⁄8″ (0.5 × 16 mm) (燈)
- 22G × 1+1⁄4″ (0.7 × 30 mm) (黒)
- 21G × 1+1⁄2″ (0.8 × 40 mm) (緑)
- 20G × 1+1⁄2″ (0.9 × 40 mm) (黄)
- 19G × 1+1⁄2″ (1.1 × 40 mm) (淡黄)

注射針の直径を測定するための主なシステムはバーミンガムゲージである（スタブ鋼ワイヤーゲージとしても知られる）。主にカテーテルのために使用されるフレンチゲージと混同しないこと。任意のゲージでさまざまな長さの針が利用できる。一般的な医療用の針は、7ゲージ(最大)から33(最小)の範囲である。21ゲージの針は、検査目的で採血するために最も一般的に使用され、16または17ゲージの針は、採血の結果として生じる陰圧が低いので赤血球破壊が少なく、またより多くの血液をより短い時間で収集できるため、献血で最も一般的に使用される。再利用可能な針は、科学的な用途には有用であるものの、医療分野では使い捨て針の方がはるかに一般的である。使い捨て針は、プラスチックまたはアルミニウム製のハブに埋め込まれており、圧入またはねじり装着によってシリンジバレルに取り付けられる。これらは、商標である「ルアーロック（Luer-Lok）」を参照してルアーロックあるいはルアーテーパー接続と呼ばれることもある。製薬機器メーカーによって製造されているオスとメスのルアーロックとハブは、使い捨ての注射針の最も重要な部分の2つである。

## 非専門家による使用

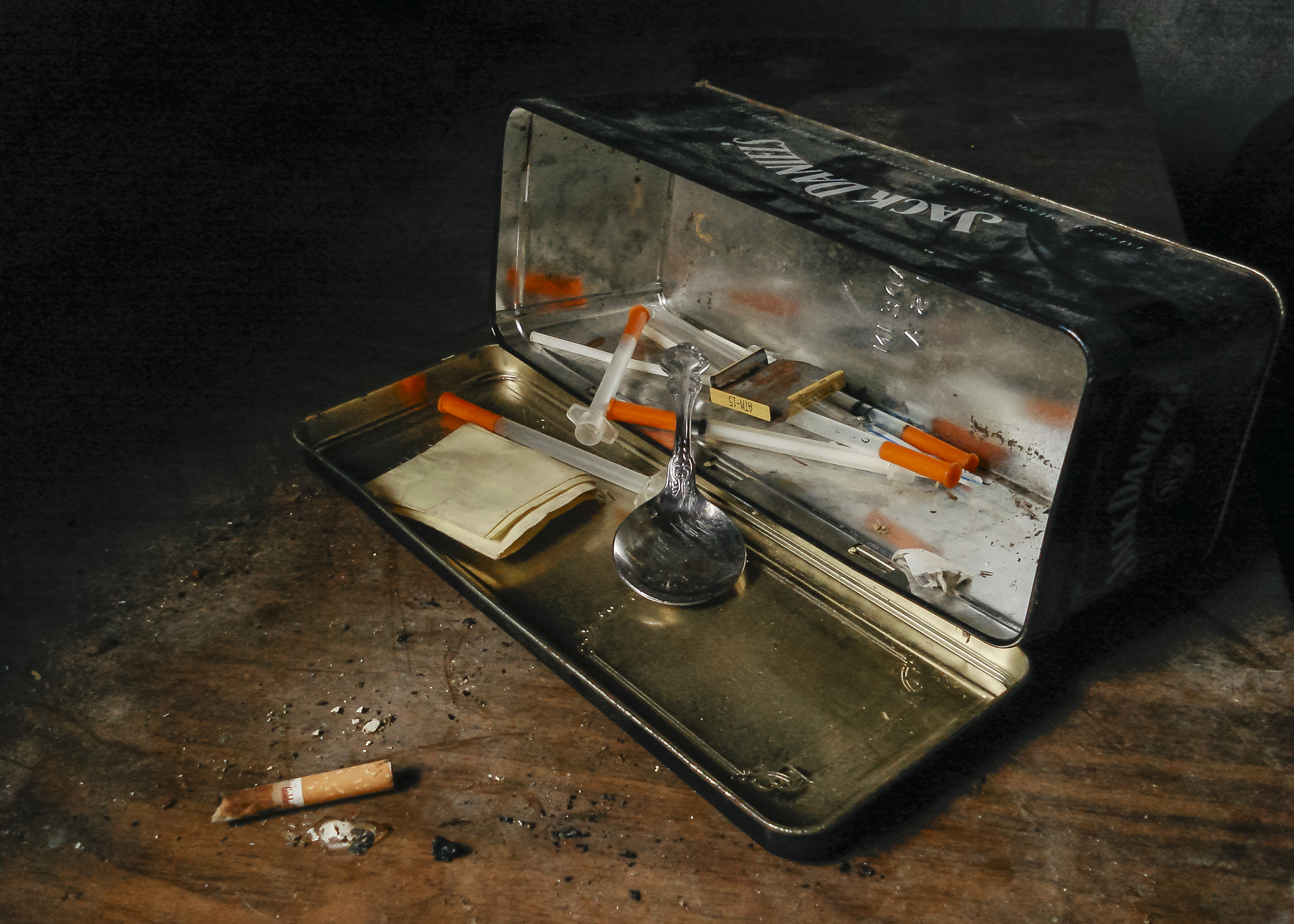
ヘロイン使用者が娯楽目的で使用する注射針

注射針は通常、医療従事者（歯科医、臨床検査技師、医師、薬剤師、看護師、救急隊員）によって使用されるが、患者自身が使用することもある。これは、1日に数回のインスリン注射を必要とする1型糖尿病患者に最もよく見られる。また、喘息や他の重度のアレルギーを持つ患者でも起こる。このような患者は、脱感作注射を受ける必要があるかもしれないし、重度のアレルギー反応の場合の応急処置に使用する注射薬を携帯する必要があるかもしれない。後者の場合、そのような患者は、エピネフリン（例：エピペン）、ジフェンヒドラミン（例：ベナドリル）、またはデキサメタゾンを充填した注射器を携帯することがよくある。これらの薬剤の1つを迅速に注射することで、重度のアレルギー反応が止まることがある。
多発性硬化症患者は、注射によって自己治療を行うこともできる。さまざまなインターフェロン製剤を含むいくつかの多発性硬化症治療薬は、皮下注射または筋肉内注射によって自己投与できるように設計されている。一部の国では、勃起不全の患者にアルプロスタジルの注射剤が処方されることがあり、これは非常に細い注射針で陰茎の根元や側面に直接自己注射される。
注射針は、訓練を受けていないユーザーによって、娯楽用の静脈内麻薬使用（例：ヘロインと水の溶液の注射）にも用いられている。政府が使い回しの針を介した疾病の蔓延について、現在のようなの認識を持つようになる前は、多くの国で注射器は処方箋によってのみ入手可能であった。したがって、共有の注射器を介した肝炎やHIVなどの血液媒介性疾患の蔓延を制限するために、多くの国では、ほとんどの大都市で注射針交換プログラムが実施されている。一部の国では、このようなプログラムは政府によって全額または部分的に助成されている。  
鋭利な先端部を持たず、通常は非滅菌で製造された、先端が鋭利では無い針(鈍針)は、小さな容器に充填したり、少量の溶剤や接着剤を正確に塗布するために工業的に使用されている。

## 恐怖症
世界人口の約3.5～10%が注射恐怖症（英: trypanophobia、トリパノフォビア）を患っていると推定されており、5～17歳の子供に多く見られる。局所麻酔薬を使用して、注射を行う部位を鈍感にし、痛みや不快感を軽減することができる。小児には、針に関連した苦痛や痛みを軽減するために、様々なテクニックが効果的である。そうしたテクニックには、気晴らし、催眠、認知行動療法の組み合わせ、呼吸法などがある。